# Lúcio Sanfilippo
Lucio Bernard Sanfilippo Rio de Janeiro, 18 de maio) é um cantor, compositor brasileiro, estuda canto lírico com Ivone Zita, professora particular do Conservatório de Música da UFRJ.

## Discografia
Álbuns
- Cordel das Fitas - 2001
- Canções de Amor ao Leo - 2005
- A Flor do Velho Engenho - 2010

- Do Reino da Pedra Miúda - 2015